# プリュトン (軽巡洋艦)
プリュトン (仏: Pluton) は、フランスが戦間期に建造した軽巡洋艦で、フランス海軍では敷設巡洋艦に分類していた。
艦名はローマ神話のプルートーに由来し、フランス海軍で何代も襲名されてきた。
第二次世界大戦勃発直後の1939年9月13日、カサブランカで機雷の爆発事故を起こし、破壊された。

## 概要
第一次世界大戦では、北海において連合軍とドイツ帝国海軍が機雷戦を展開した。世界大戦終結後、フランス海軍は、高速兵員輸送艦としても活用できる機雷を敷設可能な巡洋艦の建造を要望した。
イギリス海軍の機雷敷設巡洋艦「アドヴェンチャー」に触発され、1925年海軍整備計画で建造された艦である。艦形は「アドヴェンチャー」よりも小型で防御力も低いが、敵駆逐艦を撃退するだけの火力と、優力な敵艦から逃走可能な30ノットという速力を持っていた。また機雷敷設甲板に居住区画を設けることで最大約1,000名の兵士を収容可能で、高速輸送艦の任務もこなすことができた。戦間期には、砲術学校の練習艦として運用された。フランス海軍は本艦以外にも、機雷敷設巡洋艦として軽巡洋艦「エミール・ベルタン」を建造し、1935年より艦隊で運用している。

## 艦形
船体形状は乾舷の高い長船首楼型船体で外洋での凌波性は良好であった。
艦首から前向きに主砲としてシールド付きの13.8cm単装砲架を背負い式で2基配置、下部に艦橋構造は箱型とし、その上に三脚式の前檣が立つ。艦橋構造の背後から2本の煙突が立っているが、第一次大戦後のフランス海軍ではボイラー室とタービン室を交互に振り分けたシフト配置を採っているために、2本煙突の間隔は1番煙突と2番煙突の間は広く取られている。
煙突の間にはシールド付きの7.5cm単装高角砲が片舷2基ずつ計4基が配置され、広い射界を持っていた。2番煙突の後部から艦載艇置き場となっており、後檣の基部に1基が付いた艦載艇用のボート・ダビットで運用された。後檣も三脚式で中部に探照灯台が置かれた。その後ろは上部に測距儀が配置する後部船橋、後ろ向きに背負い式配置で13.8cm単装砲が2基が配置された。艦尾甲板上には片舷2条ずつの機雷投下軌条（レール）が設置され計4条が配された。
舷側にはプロムナード・デッキとされて開口されていたが、砲術練習巡洋艦任務に就いた際に艦内容積の不足が指摘されたため、艦内容積を増やすために開口部を塞いで居住空間が増やされた。フランス海軍で「プルトン」の艦名は伝統的に機雷敷設艦に命名されており、本艦は1940年に「ラ・トゥール・ドーヴェルニュ（La Tour d'Auvergne）」と改名され、練習巡洋艦「ジャンヌ・ダルク」と共に運用される予定だった。

## 艦歴
1925年度計画艦だがフランスの造船事情も絡み、1928年4月に起工、1931年10月に竣工、翌年1月に艦隊へ就役した。193年以降は砲術学校の練習艦として運用され、そのため居住区画を増設した。
1939年9月1日、ドイツ軍がポーランド侵攻を開始した。大西洋にドイツ海軍のポケット戦艦が出現する懸念があり、「プリュトン」はフランス保護領モロッコカサブランカ沖に機雷敷設を行う任務を与えられた。機雷120個を搭載し、9月2日にブレストから出航。襲撃部隊に護衛されて航行し、9月5日にカサブランカに着いた。その途中、「プリュトン」は機雷の安全装置を解除するよう命じられた。
機雷敷設は結局中止となり、9月13日に埠頭で機雷を降ろす作業が開始されたが、開始間もないころに機雷の爆発が起きて艦は破壊された。「プリュトン」は18時間にわたって燃え続けた。艦長DuBois大佐以下186名が死亡するか行方不明となり、73名が負傷。他にも21名の死亡ないし行方不明者と26名の負傷者が出た。港湾施設や作業員も多数の死者を出した。後日、いくつかの使えるものは回収され、138.6㎜砲の一つは訓練用として練兵場に据えられた。「プリュトン」は1952年から1953年にかけて解体された。